# Dumas (Texas)
 For alternative betydninger, se Dumas. (Se også artikler, som begynder med Dumas)
Dumas er en amerikansk by og administrativt centrum i det amerikanske county Moore County, i staten Texas. I 2000 havde byen et indbyggertal på 13.747.

## Ekstern henvisning
- Officielle hjemmeside Arkiveret 6. februar 2007 hos  Wayback Machine (engelsk)

35°51′45″N 101°58′1″V / 35.86250°N 101.96694°V